# منوچهر نیازی
منوچهر نیازی (متولد ۱۳۱۶-تبریز) نقاش ایرانی است.

## زندگی
منوچهر نیازی متولد ۱۳۱۶ تبریز، تحصیلات دانشگاهی‌اش در رشته موسیقی - اپرا - و نقاشی بوده و فارغ‌التحصیل کویین کالج نیویورک با درجه «مسترگرید» در رشته تاریخ هنر و هنرشناسی است. او بیش از ۳۰ جایزه از کشورهای مختلف برای ارائه آثارش دریافت کرده‌است. او از ۱۴ سالگی نزد استادان به نامی هم چون اصغر پتگر، حسین شیخ، محمود اولیایی و احمد اسفندیاری به یادگیری هنر نقاشی پرداخت. در شش سال تحصیل در هنرستان کمال الملک نزد استادانی نظیر ویشکایی، حالتی، داودی و حسین بهزاد حرفه نقاشی را آموخت. هنر مدرن را نزد استاد جلیل ضیاپور، ترکیب بندی را پیش استاد منوچهر شیبانی و تاریخ هنر و دنیای رنگ را از استاد هوشنگ سیحون فرا گرفت. در تمام این سال‌ها که آثار ارزشمندی را خلق و روانه نمایشگاه‌های متعدد از جمله موزه‌های هنرهای معاصر کرده‌است هیچگاه به کتاب شدن آثارش رضایت نمی‌داد زیرا حساسیت زیادی روی نورپردازی و قاب‌بندی در عکاسی از تابلوها دارد. وی نخستین اکسپوی هنری ایران در فضای باز - سال ۱۳۵۶ - در پارک لاله را راه اندازی کرده‌است. او بیش از ۵۰ هزار اثر هنری خلق کرده و در حدود صد نمایشگاه داخلی و خارجی از جمله پاریس، سیدنی، شیکاگو، لس‌آنجلس، نیویورک، مونیخ، سنگاپور، تهران، شیراز، اصفهان و… شرکت داشته‌است.
نیازی را می‌توان هنرمند رمانتیکی برشمرد که تأکید بر مردمی کردن هنر دارد. نیازی که آثارش در زمینه نقاشی سنتی هستند، عقیده دارد توجه و علاقه به نقاشی سنتی در جامعه ما شاید به این دلیل است که این نوع از نقاشی، هم چنان با سنت‌های ما گره خورده و پیوند عمیقی دارد.
این نقاش صاحب سبک، نقاشی‌هایش را با الهام از موسیقی کلاسیک بتهوون و چایکوفسکی خلق می‌کند و منظره‌های نرم را با شنیدن شوبرت می‌آفریند. این هنرمند پیش‌کسوت در موسیقی نیز دست دارد و تأثیر آن به وضوح در نقاشی‌هایش دیده می‌شود. همین گرایش کیفیت رمانتیک آثار وی را تشدید می‌کند.

## اهدای تابلوی «استرس» به موزه امام علی
منوچهر نیازی در این مراسم یکی از تابلوهای خود با نام «استرس» را به گنجینه موزه امام علی اهدا کرد. همچنین در این مراسم هدایایی از جمله لوح و تندیسی از سوی معاونت هنری شهرداری تهران به منوچهر نیازی هدیه داده شد.